# Shōrei-ryū
Shōrei-ryū (昭霊流) és un terme usat per referir-se l'estil de karate naha-te d'Okinawa. Shōrei-ryū significa "l'estil de la inspiració".
El shōrei-ryū és un estil que va ser inicialment influenciat pel shuri-te. Actualment d'aquest estil han nascut dos altres, un el goju-ryu fundat per Chojun Miyagi i l'altre l'uechi-ryu, fundat per Kanbun Uechi.